# Eduard Vogel (Politiker)
Eduard Vogel (* 1804 in Pleß, Provinz Schlesien; † 1868 Waldenburg, Provinz Schlesien) war ein deutscher Apotheker und Politiker.

## Leben
Vogel, der selbst Sohn eines Apothekers war, arbeitete als Apotheker in seinem Geburtsort Pleß und war später Bürgermeister in Waldenburg.
Vom 27. Mai 1848 bis 13. Oktober 1848 war Vogel für den Wahlkreis der Provinz Schlesien in Waldenburg Mitglied der Frankfurter Nationalversammlung in der Fraktion Deutscher Hof.